# Mateusz Jan Zakrzewski
Mateusz Jan Zakrzewski herbu Lubicz – sędzia ziemski wileński w latach 1667–1678, podsędek wileński w latach 1663–1667, sędzia grodzki wileński, dworzanin Jego Królewskiej Mości.
W 1669 roku był elektorem Michała Korybuta Wiśniowieckiego z województwa wileńskiego.